# Katharina Simon-Muscheid
Katharina Simon-Muscheid (* 20. Februar 1953; † 19. Februar 2012) war eine Schweizer Historikerin.
Katharina C. Simon-Muscheid studierte Geschichte des Mittelalters und der Neuzeit, Lateinische Philologie sowie Ur- und Frühgeschichte an der Universität Basel, wo sie von 1982 bis 1989 als wissenschaftliche Assistentin wirkte. 1986 promovierte sie ebendort bei František Graus mit einer Arbeit über die Basler Handwerkszünfte im Spätmittelalter (veröffentlicht 1988). 1999 habilitierte sie bei Rainer Christoph Schwinges an der Universität Zürich. Ihre 2004 veröffentlichte Habilitationsschrift befasst sich mit „Dingen im Schnittpunkt sozialer Beziehungsnetze“. Sie war Privatdozentin an der Universität Bern und hatte Lehraufträge und Lehrstuhlvertretungen in Bern, Zürich, Fribourg und Luzern.
Ihre Forschungsschwerpunkte waren die Handwerksgeschichte, Geschichte der Unterschichten, Geschlechtergeschichte, Ernährungsgeschichte und die materielle Kultur des Spätmittelalters und der Frühen Neuzeit. Katharina Simon-Muscheid schrieb auch mehrere grundlegende Sachartikel für das Historische Lexikon der Schweiz.
Katharina Simon-Muscheid war verheiratet mit dem Historiker Christian Simon.